# William Rotsler
William „Bill“ Rotsler (geboren am 3. Juli 1926 in Los Angeles, Kalifornien; gestorben am 18. Oktober 1997 in Kalifornien) war ein amerikanischer Science-Fiction-Cartoonist und -Autor. Außerdem war er Regisseur, Drehbuchautor, Darsteller, Produzent, Autor und Journalist in der Pornofilmindustrie. Für seine in Science-Fiction-Fanzines veröffentlichten Cartoons wurde er vielfach ausgezeichnet, darunter viermal mit dem Hugo Award. 

## Leben
Rotsler war der Sohn des Farmers Charles Golden Rotsler und seiner Frau Sarah, geborene Flynn. Von 1942 bis 1944 arbeitete er als Rancher in Camarillo, Kalifornien. Im Zweiten Weltkrieg diente er in der U. S. Army. Danach besuchte er bis 1946 das Ventura Junior College in Ventura, Kalifornien, und absolvierte von 1947 bis 1950 eine künstlerische Ausbildung am Los Angeles County Art Institute. Anschließend arbeitete er als Bildhauer und Fotograf in Los Angeles. Ab 1959 begann er in der Filmbranche als Regisseur, Drehbuchautor und Produzent zu arbeiten, anfangs hauptsächlich bei Dokumentationen, Werbe- und Industriefilmen. Von 1966 an bis Anfang der 1970er Jahre wandte er sich dem Pornofilm zu, wobei er mehrfach auch als Darsteller auftrat. 1973 veröffentlichte er Contemporary Erotic Cinema: A Guide to the Revolution in Movie Making, ein Sachbuch über die Pornofilmproduktion.
Ab Mitte der 1970er begann er zunehmend als Schriftsteller zu arbeiten, und zwar sowohl im Bereich der Science-Fiction als auch der erotischen Literatur. Schon 1970 war die Kurzgeschichte Ship Me Tomorrow in dem SF-Magazin Galaxy erschienen und 1974 erschien sein erster SF-Roman Patron of the Arts (deutsch als Ein Patron der Künste). Seinem Hintergrund als bildender Künstler entsprechend war die Kunst in der Zukunft, neue Kunstformen und die Nutzung von (damals) futuristischen Techniken wie Holografie das Thema des Romans, der auf einer Kurzgeschichte gleichen Titels basiert, die 1972 in der von Terry Carr herausgegebenen Anthologie Universe 2 erschienen war und die 1973 für den Hugo und den Nebula Award nominiert wurde. 
Die weitere SF-Produktion Rotslers fand allerdings weniger Anerkennung, da Rotsler oft keinerlei Scheu vor Klischees und abgenutzten Sujets zeigte. So gelangen im ersten Roman der Zandra-Serie die Protagonisten mittels eines Sternentors im Bermudadreieck zu ihrem Bestimmungsort und die von Rotsler imaginierten Welten gemahnen oft stark an ein in die Zukunft transponiertes und mit Gladiatorenkämpfen garniertes Südkalifornien, so in To the Land of the Electric Angel (1976, deutsch Ins Land des elektrischen Engels), Rotslers zweitem Roman. Martin Morse Wooster zeigte sich besonders unzufrieden mit The Far Frontier, dem zweiten Roman der Zandra-Serie:

„In this work, Rotsler fulfills the worst fantasies of those mundane critics who insist that science fiction is nothing more than Western formulas transported to a wider setting. Rotsler has replied with a novel complete with interstellar Indians, space cows, and planet rustlers. Rarely does one read a novel where the writer rejoices in its trashy content.“

„In diesem Werk, bestätigt Rotsler die Vorstellungen jener Mainstream-Kritiker, denen zufolge Science-Fiction nicht mehr ist als Western in einem anderen Gewand. Rotsler entspricht dem mit einem Roman voll interstellarer Indianer, Weltraumkühe und interplanetarer Viehdiebe. Selten liest man einen Roman, wo der Autor derartige Freude am Schrott hat.“

Stephen H. Goldman jedoch meint, dass Rotsler in erster Linie ein SF-Fan ist und seine Romane eigentlich für den SF-Fan gedacht seien, es also mehr ein Spiel mit Klischees ist, das Rotsler hier treibe. Derartige Insider-Literatur sei natürlich nicht für jeden Leser genießbar.
In der Tat fand Rotsler als SF-Fan und vor allem als SF-Cartoonist, der bereitwillig und honorarfrei hunderte von Cartoons und Illustrationen für zahlreiche Fanzines lieferte, breite Anerkennung im Fandom, was sich auch durch zahlreiche Auszeichnungen dokumentierte: Viermal erhielt er den Hugo, dreimal den Locus Award und für seine Verdienste um das SF-Fandom 1978 den Big Heart Award, zudem war er Ehrengast mehrerer SF-Conventions.
Rotsler heiratete 1953 Marian Abney, mit der er eine Tochter hatte. 1958 wurde die Ehe geschieden. 1997 ist Rotsler im Alter von 71 Jahren gestorben. 
Zur Ehrung seines Andenkens wird seit 1998 vom Southern California Institute for Fan Interests (SCIFI) der Rotsler Memorial Fanzine Artist Award an verdiente Künstler aus dem SF-Fandom verliehen.

## Auszeichnungen
- 1971: Locus Award als bester Fanzine-Cartoonist
- 1972: Locus Award als bester Fanzine-Künstler
- 1973: Locus Award als bester Fanzine-Künstler
- 1975: Hugo Award als bester Fanzine-Künstler
- 1978: Big Heart Award als besonders verdientes Mitglied des SF-Fandom
- 1979: Hugo Award als bester Fanzine-Künstler
- 1996: Hugo Award als bester Fanzine-Künstler
- 1996: Retro Hugo Award als bester Fanzine-Künstler
- 1996: Science Fiction Chronicle Readers Poll als bester Fanzine-Künstler
- 1996: Worldcon Special Convention Award
- 1997: Hugo Award als bester Fanzine-Künstler

## Bibliografie
Die Serien sind nach dem Erscheinungsjahr des ersten Teils geordnet.

### Serien
Zandra (Romanserie)
- Zandra (1978)
- The Far Frontier (1980)
- The Hidden Worlds of Zandra (1983)

Tom Swift III (Jugend-SF-Serie, mit Sharman DiVono, als Victor Appleton)
- 1 The City in the Stars (1981)
- 2 Terror on the Moons of Jupiter (1981)
- 3 The Alien Probe (1981)
- 4 The War in Outer Space (1981)
- 5 The Astral Fortress (1982)
- 6 The Rescue Mission (1981)

### Romane
Science-Fiction-Romane
- Patron of the Arts (1974)
  - Deutsch: Ein Patron der Künste. Übersetzt von Birgit Reß-Bohusch. Heyne SF&F #3552, 1977, ISBN 3-453-30446-2.
- To the Land of the Electric Angel (1976)
  - Deutsch: Ins Land des elektrischen Engels. Übersetzt von Hans Maetler. Heyne SF&F #3679, 1979, ISBN 3-453-30598-1.
- Shiva Descending (1980, mit Gregory Benford)
  - Deutsch: Schiwas feuriger Atem. Hrsg. und mit einem Nachwort von Hans Joachim Alpers. Übersetzt von Karl H. Schulz. Moewig Science Fiction #3557, 1982, ISBN 3-8118-3557-2.
- Blackhawk (1982)

Romanfassungen und Tie-ins
- Futureworld (1976, Romanfassung zu Futureworld – Das Land von Übermorgen, als John Ryder Hall)
- Return to the Planet of the Apes 1: Visions From Nowhere (1976, Tie-in, als William Arrow)
- Return to the Planet of the Apes 3: Man, the Hunted Animal (1976, Tie-in, als William Arrow)
- Sinbad and the Eye of the Tiger (1977, Romanfassung zu Sindbad und das Auge des Tigers, als John Ryder Hall)
- Doctor Strange: Nightmare (1979, Tie-in zum Marvel-Comic)
- Iron Man: And Call My Killer … Modok! (1979, Tie-in zum Marvel-Comic)
- Mr. Merlin 1–2 (1981, Romanfassungen zur Fernsehserie Mr. Merlin)
- Grease 2 (1982, Romanfassung zu Grease 2)
- The A-Team: Defense Against Terror (1983, Romanfassung zur Fernsehserie Das A-Team)
- The Love Boat: Voyage of Love (1983, Romanfassung zur Fernsehserie Love Boat)
- Magnum, P.I.: Maui Mystery (1983, Romanfassung zur Fernsehserie Magnum)
- Staying Alive (1983, Romanfassung zu Staying Alive)
- It’s Your Move (1984, Romanfassung zur Fernsehserie It’s Your Move)
- Cavern of Horror (1985, Romanfassung zu Die Goonies)

Star-Trek-Tie-ins
- Star Trek II: Biographies (1982, Sammlung)
- Star Trek II: Distress Call (1982)
- Star Trek II: Short Stories (1982, Sammlung)
- Star Trek III: Short Stories (1984, Sammlung, mit Wendy Barish)
- Star Trek III: The Vulcan Treasure (1984, mit Wendy Barish)

Erotik und Sonstiges
- Superstud (1975)
- Supermouth (1975)
- Supertongue and Other Turn Ons (1975)
- Joanie Loves Chachi: Secrets (1982)
- A Test of Hearts (1982)
- The Pirate Movie (1982)
- Distress Call (1982)
- Vice Squad (1982)
  - Deutsch: Die Gierigen von Hollywood. Bastei-Lübbe-Thriller #19023, 1983, ISBN 3-404-19023-8.
- The Danger Maze (1983)
- The Vulcan Treasure (1983)

### Kurzgeschichten
- Ship Me Tomorrow (1970)
- The Kong Papers (1969, mit Harlan Ellison)
- Epic (1971)
- Bohassian Learns (1971)
- After the End and Before the Beginning (1971)
- Patron of the Arts (1972)
  - Deutsch: Der Mäzen. In: Isaac Asimov (Hrsg.): Das Treffen mit Medusa und andere »Nebula«-Preis-Stories 4. Moewig (Playboy Science Fiction #6728), 1982, ISBN 3-8118-6728-8.
- Star Level (1972)
- There’s a Special Kind Needed out There (1972)
- Seed (1973)
- Gerald Fitzgerald and the Time Machine (1973, mit Charles E. Burbee)
- The Gods of Zar (1973)
- War of the Magicians (1973)
- A’la Mode Knights (1973)
- The Immortality of Lazarus (1973)
- A New Life (1974)
- The Raven and The Hawk (1974)
- 2002: A Spaced Lunacy (1974)
- Balance Point (1974)
- The Conversation (1974)
- Surprise Party (1975)
- I’m Not Sure I Want to Go to the Future (1975)
- Landing Party (1975)
- To Gain a Dream (1975)
- Parental Guidance Suggested (1979)
  - Deutsch: Väterliche Führung gesucht. In: Manfred Kluge (Hrsg.): Gefährliche Spiele. Heyne (Heyne Science Fiction & Fantasy #3899), 1982, ISBN 3-453-30822-0.
- Intelligence Test (1982)
- The Blaze of Glory (1982)
- The Secret Empire (1982)
- To Wherever (1982)
- Under Twin Moons (1982)
- Wild Card (1982)
- A Vulcan, a Klingon, and an Angel (1984, mit Wendy Barish)
- As Old as Forever (1984, mit Wendy Barish)
- The Azphari Enigma (1984, mit Wendy Barish)
- The Jungles of Memory (1984, mit Wendy Barish)
- World’s End (1984, mit Wendy Barish)
- The Long Hunt (1993, Elfquest: Blood of Ten Chiefs, mit Len Wein)
- Which Came First? (1995)
- A New Life (1998)

### Sachliteratur
- Contemporary Erotic Cinema: A Guide to the Revolution in Movie Making (1973, überarbeitet als The Golden Age of Erotic Cinema, 2015)
- Science Fictionisms (1995, als Herausgeber)

## Filmografie
R: als Regisseur, D: als Drehbuchautor, P: als Produzent
- 1966: Agony of Love (R, D, P)
- 1967: The Girl with the Hungry Eyes (R, D, P)
- 1968: Lila (R)
- 1968: Like It Is (Documentfilm, R, D)
- 1968: Suburban Pagans (R, D, P, als Shannon Carse)
- 1968: Four Kinds of Love (R, D, P, als Shannon Carse)
- 1968: Overexposed (R, als W. A. Chrisfield)
- 1969: Shannon’s Women (R, D)
- 1969: A Taste of Hot Lead (D)
- 1969: House of Pain and Pleasure (D)
- 1971: The Godson (R, D, P)
- 1971: She Did What He Wanted (R, als Clay McCord)
- 1971: Midnight Hard (R, als Clay McCord)
- 1972: Street of a Thousand Pleasures (R, als Clay McCord)
- 1984: Hollywood Blue Video (R)
- 1987: The Real Ghostbusters – Die Schere des Schicksals (Fernsehserie, Folge 2×77, D)
- 1994: Inherit the Earth: Quest for the Orb (Videospiel)